# Dan Bankhead
Pour les articles homonymes, voir Bankhead.
Daniel Robert Bankhead, né le 3 mai 1920 à Empire (Alabama) et décédé le 2 mai 1976 à Houston (Texas), est un joueur américain de baseball évoluant avec les Dodgers de Brooklyn en Ligue majeure de baseball au poste de Lanceur en 1947, 1950 et 1951. 
C'est le premier lanceur de couleur à évoluer en Ligue majeure. En 1950, il était l'un des quatre noirs de l'effectif des Dodgers en compagnie de Jackie Robinson, Don Newcombe et Roy Campanella. Il participe à la Série mondiale 1947 perdue par les Dodgers face aux Yankees de New York. 

## Carrière
Après un bon parcours en Negro League avec les Memphis Red Sox, il est recruté à l'âge de 28 ans par Branch Rickey et rejoint l'effectif des Brooklyn Dodgers. Il frappait 0,385 en moyenne dans la Negro League. 
Il frappe un coup de circuit lors de son premier passage à la batte en Ligue majeure de baseball face aux Pirates de Pittsburgh le 26 août 1947 au Ebbets Field. Ce sera le seul de sa carrière. 
Il est rétrogradé en Ligue mineure où il évolue en 1948 et 1949. Lanceur pour des clubs à Nashua dans le New Hampshire et St. Paul dans le Minnesota, il affiche un bilan de 24 victoires pour 6 défaites.
Il revient chez les Dodgers en 1950 et participe à 41 matchs dont 12 comme lanceur partant. Il remporte 9 victoires pour 4 défaites avec une moyenne de points mérités de 5,50. En 1951, sa dernière saison, il apparaît dans sept rencontres, perdant un match et affichant une moyenne de 15,43.
Il meurt d'un cancer à l'hôpital des vétérans de l'armée américaine de Houston au Texas. Il servait dans le United States Marine Corps de 1942 à 1945 pendant la Seconde Guerre mondiale.